# Jan Vratislav Čapek
Jan Vratislav Čapek (3. ledna 1842 Chrášťovice – 3. června 1909 New York) byl česko-americký novinář, redaktor prvních krajanských periodik v USA, spisovatel, básník a historik českoamerické literatury. Jeho mladším bratrem byl rovněž v USA žijící bankéř a spisovatel Tomáš Čapek.

## Život

### Mládí
Narodil se v Chrášťovicích nedaleko Strakonic v jihozápadních Čechách. Po vychození obecné školy absolvoval nižší gymnázium v Klatovech, poté vyšší gymnázium v Písku, maturitu pak skládal v Praze. Poté nastoupil ke studiu na Filozofické fakultě Karlo-Ferdinandovy univerzity v Praze, které však nedokončil. Živil se mj. jako advokátní koncipient a písař. Po jistou dobu pracoval též ve františkánském klášteře, což jej ještě více přiblížilo k myšlenkám svobodomyslnosti. Roku 1871 se na pozvání Josefa Sýkory, svého spolužáka z klatovského gymnázia a emigranta, rozhodl Čechy opustit a vycestovat do Spojených států.

### V USA
Po plavbě přes Atlantský oceán dorazil v srpnu 1871 do přístavu v New Yorku, na podzim pak odjel do Clevelandu ve státě Ohio, města se silnou českou komunitou. Záhy se zde etabloval jako aktivní člen zdejšího národního života: působil jako novinář česky psaných periodik (Pokrok, Národní Noviny ad.), stejně jako činný divadelní ochotník či člen krajanského spolku Slovanská lípa. Roku 1872 za ním přijeli také jeho bratři Ladislav V., a Josef V. Čapkovi, posléze rovněž působící jako novináři. Záhy přicestoval do Ameriky také nejmladší z bratrů, Tomáš Čapek, právník a posléze politik a spisovatel žijící v New Yorku.
Posléze se přestěhoval do New Yorku, kde přijal místo šéfredaktora česky psaných New Yorských Listů. Po sňatku s Louisou Scheferovou, kterým nabyl jistého majetku, se začal zabývat badatelskou činností v oborech elektrotechniky a chemie, nedosáhl však na tomto poli výraznějších úspěchů. Na naléhání přátel se opět navrátil k novinářské a literární činnosti. Jeho povídky byly uveřejňovány mj. v Květech amerických vydávaných Janem Rosickým v Omaze. Byl též básníkem a humoristou, připomínán je mj. překlad satirické básně Wilhelma Busche Svatý Antonín Paduánský. Rovněž se věnoval dokumentární a badatelské činnosti v oblasti historie českoamerické komunity, podobně jako jeho bratr Tomáš.

### Úmrtí
Jan Vratislav Čapek zemřel 3. června 1909 v New Yorku po delší nemoci ve věku 67 let.